# Kaharłyk
Kaharłyk (ukr. Кагарлик) – miasto na Ukrainie, w obwodzie kijowskim, w rejonie obuchowskim. Do 2020 roku siedziba administracyjna rejonu kaharłyckiego.

## Historia
Siedziba dawnej gminy Kahorlik w powiecie kijowskim.

## Demografia
W 1989 liczyło 14 065 mieszkańców.
W 2013 liczyło 13 758 mieszkańców.
W 2018 liczyło 13 678 mieszkańców.